# GorLag
GorLag war ein Sonderlager des MWD für politische Gefangene. Diese Sonderlager mit verschärftem Regime waren in der Nachkriegszeit ab 1948 durch das Innenministerium MWD (ehem. NKWD) geschaffene spezielle Einrichtungen im allgemeinen Gulag-System in der Sowjetunion.

## Bezeichnung
GorLag, russisch Горлаг, trug ursprünglich die Bezeichnung Ossoblag Nr. 2, d. h. Sonderlager Nr. 2 (aus особый лагерь № 2, особлаг № 2). GorLag stammt von Горный ла́герь (Gorny lager), d. h. Berglager, Bergbaulager; diese Bezeichnungen für die ursprünglich nummerierten Sonderlager wurden erst später und meist zufällig vergeben, als eine Art Code, meist ohne irgendeinen Bezug zur Realität. Die Tarnbezeichnung Горный  war dann der Telegraphen-Code des Lagers, der am 10. Mai 1948 dem Lager zugeteilt wurde.
GorLag, vereinzelt auch BergLag genannt, sollte nicht mit dem Sonderlager Nr. 5 BerLag (auch: Uferlager) verwechselt werden.

## Geschichte, Tätigkeit
Das Lager GorLag wurde am 28. Februar 1948 aufgrund des Dekrets Nr. 00219 des Innenministeriums MWD vom 21. Februar 1948 gegründet, und zwar auf dem Gelände und aus Teilen des Lagers NorilLag (Norilsker ITL), das bereits seit 1935 bestand; der Leiter des NorilLag wurde auch mit der Errichtung von GorLag beauftragt. Das Lager befand sich in der Nähe der Stadt Norilsk im Norden der Region Krasnojarsk. Unterstellt war das Lager ab 28. Februar 1948 der Hauptverwaltung GULAG des MWD, ab etwa 17. März 1950 der Hauptverwaltung der Eisenerz- und Hüttenindustrie des Innenministeriums (GULGMP des MWD), ab 28. März 1953 der Hauptverwaltung für Gefängnisse des MWD (GTU des MWD), ab 8. Februar 1954 wieder der GULAG des MWD. Aufgelöst wurde GorLag am 25. Juni 1954 durch eine Zusammenlegung mit dem Lager NorilLag. (NorilLag wurde dann 1956 liquidiert.)
Im GorLag befanden sich zuerst vor allem Häftlinge aus NorilLag, später kam jedoch noch zahlreiche sogenannte „Kontingente“ anderer Häftlinge hinzu. Die höchste Zahl an Häftlingen – 20.218 Personen – wurde zum 1. Januar 1952 ermittelt. GorLag besaß acht Lagerabteilungen, darunter die Frauenabteilung (Nr. 6) und das Strafarbeitslager (Nr. 3) sowie die beiden Lagerpunkte Kupjez und Kossoi.
Die Häftlinge des Lagers GorLag wurden eingesetzt für Arbeiten im Bereich Eisenerzgewinnung, Kohlegruben und Kohlebergbau, Bau von Hüttenwerken, Straßenbau, ferner Ziegeleien, Zementwerk; erwähnenswert ist der Aufbau des Norilsker Bergbau- und Hüttenkombinats „A. P. Zawenjagin“.

### Aufstand 1953
Zwischen Juni und August 1953 kam es im Lager GorLag zu Unruhen, die als der Aufstand von Norilsk in die Geschichte eingingen und zusammen mit dem Aufstand von Workuta und dem Kengir-Aufstand zu den drei großen Aufständen in sowjetischen Sonderlagern gehörte und wird stellenweise als der längste, umfassendste und blutigste von allen bezeichnet. Nach Angaben des Portals Memorial (Memorial.krsk.ru) wurden die GorLag-Aufständischen von den Häftlingen des NorilLags nicht unterstützt.
Der Aufstand, der mit Waffengewalt schließlich unterdrückt wurde, hatte zahlreiche Opfer. Die Schätzungen hierzu sprechen von bis zu 100 Toten und einer großen Anzahl Verwundeter.

## Insassenzahlen
Die Häftlingsanzahl betrug:
- 1. Januar 1949 – 14.936 Häftlinge
- 1. Januar 1950 – 17.424
- 1. Januar 1951 – 19.186
- 1. Januar 1952 – 20.218
- 1. Januar 1953 – 20.167
- 1. Januar 1954 – 15.0617
- 1. August 1954 – 15.082

Die ursprünglich geplante Belegung sah maximal 15.000 Häftlinge vor; diese wurde im Juli 1949 auf 18.000 Häftlinge festgesetzt.

## Bekannte Häftlinge
- Nikolai Michailowitsch Fjodorowski